# Arroyo Hondo
Arroyo Hondo – jednostka osadnicza w Stanach Zjednoczonych, w stanie Nowy Meksyk, w hrabstwie Taos.